# 羽仁五郎
羽仁 五郎（はに ごろう、1901年〈明治34年〉3月29日 - 1983年〈昭和58年〉6月8日）は、日本の歴史家（マルクス主義歴史学・歴史哲学・現代史）、政治家。参議院議員。日本学術会議議員。

## 経歴

### 出生から修学期
1902年（明治34年）、森五郎として群馬県桐生市で生まれた。生家は近江商人ルーツに持ち、地元桐生で桐生織物を取り扱う有力な織物仲買商（現在の森合資会社）であった。1913年（大正2年）、桐生北尋常小学校を卒業。同年東京に上京して、東京府立第四中学校に入学。厳しい規則と詰め込み主義の学校を批判し、停学処分を受けるなどした。1918年、旧制第一高等学校独法科に進学した。
1921年、東京帝国大学法学部に入学。しかし数か月後に休学し、同年9月よりドイツで歴史哲学を学ぶため出国。1922年4月、ハイデルベルク大学哲学科でリッケルトに師事して歴史哲学を学んだ。留学中、糸井靖之・大内兵衛・三木清と交流し、現代史や唯物史観の研究を開始。「すべての歴史は現代の歴史である」というベネデット・クローチェの歴史哲学を知り、イタリア旅行中に生家を訪れるも面会は求めなかった。しかし、生涯在野の哲学者であったクローチェの影響を色濃く受けた。1924年、帰国して東京帝国大学文学部に復学し、史学科に在籍した。
1926年4月8日、羽仁吉一・もと子夫妻の長女説子と結婚。「彼女が独立の女性として成長することを期待して」婿入りし、森姓から羽仁姓となった。1927年、東京帝国大学卒業。

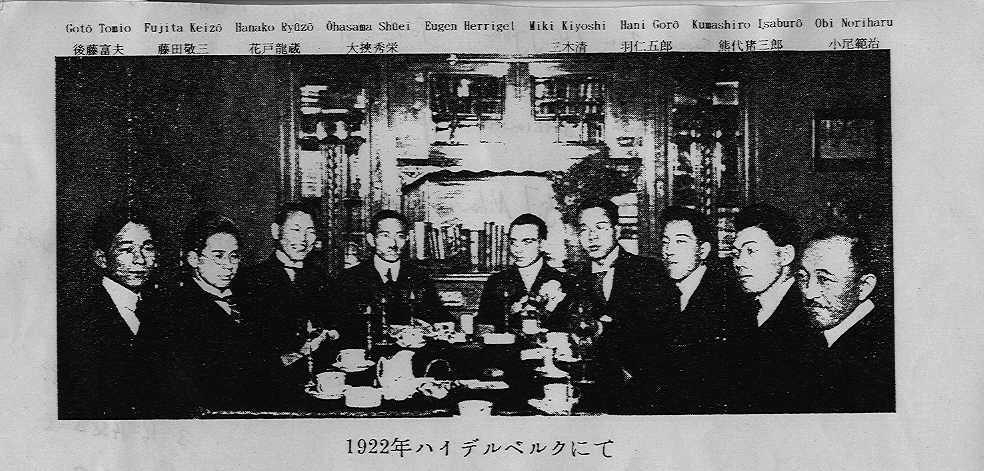
1922年、ハイデルベルクの大峽（大巌）秀榮のアパートでオイゲン・ヘリゲルと日本人留学生たち。左から後藤富夫、藤田敬三、花戸龍蔵、大峽、ヘリゲル、三木清、羽仁五郎、熊代猪三雄、小尾範治

### 歴史学研究者として
同大史料編纂所に嘱託として勤務。1928年2月、日本最初の普通選挙で応援演説をしたことが問題となり辞職。同年10月、三木清・小林勇と雑誌『新興科学の旗のもとに』を創刊。1932年、野呂栄太郎らと『日本資本主義発達史講座』を刊行。

### 治安維持法での検挙から終戦まで
1933年9月11日、治安維持法容疑で検束。留置中に日本大学教授を辞職。強制的に虚偽の「手記」を書かされた上で、12月末に釈放。その後、『ミケルアンヂェロ』その他の著述で軍国主義に抵抗し、多くの知識人の共感を得た。中でも『クロォチェ』論は特攻隊員の上原良司の愛読書となり、遺本ともなった。1945年3月10日、北京で憲兵に逮捕され、東京に身柄を移された。敗戦は警視庁の留置場で迎え、10月4日の治安維持法廃止を受けてようやく釈放された。

### 太平洋戦戦争後
1947年、参議院議員に当選し、1956年まで革新系議員として活動。国立国会図書館の設立に尽力した。日本学術会議議員も務めた。
晩年は新左翼の革命理論家的存在となり、学生運動を支援し『都市の論理』はベストセラーとなった。また、晩年は家元制度打倒を唱える花柳幻舟を事実上の愛人としていた。羽仁は花柳を「ぼくのガールフレンド」と呼んでいた。
1983年、肺気腫のため死去。墓所は雑司ヶ谷霊園にある。

## 業績

### 研究内容
唯物史観に基づいて歴史を考察した。マルクス主義の観点から、明治維新やルネッサンスの原因は農民一揆にあると主張した。

### 政治家・議員として
国立国会図書館法前文の「真理がわれらを自由にする」という文言は、羽仁がドイツ留学中に見た大学の銘文を基に入れたもので、新約聖書のヨハネによる福音書に由来する。

## 関連史跡
生家の森合資会社事務所、森合資会社店蔵、森家住宅石蔵は国登録有形文化財。戦後、横須賀市秋谷に移住し、自宅は1966年竣工の吉村順三設計の住宅で2015年12月から宿泊施設HAYAMA Funny house として活用されている。

## エピソード

### 学生運動関係
- 1967年4月20日、午後1時に大講堂で日本大学経済学部の新入生歓迎会をしている最中に、講師に招かれた羽仁の講演を体育会学生と応援団が乗り込み妨害した。執行部学生に暴行を加え、歓迎会の解散を認める署名を強制した。羽仁に対して、ヤジや罵声は収まるどころか、いっそう増し、「アカ」、「ジジイ引っ込メ」などの罵声を受けた。羽仁は演壇上に立ち往生し、身の危険を感じて退避したが、歓迎大会は完全に破壊された[8]。
- 作家の森まゆみは、「1968年、我が家の近くの東京大学で学生運動が激しかった頃、白いタートルネックにチェックのジャケットを着てステッキをついた洒脱なおじいさんが、よく全共闘の学生と対話していた。その人、羽仁五郎の『都市の論理』は、その時代のベストセラーだった」、羽仁の『ミケルアンヂェロ』を高校生の時に読んだとき、「口絵のダヴィデ像、そして「語るならば、低くかたれ」という言葉に、胸が熱くなったのを思い出す」と記している[9]。
- 三里塚闘争への支援も行い、現地を2回程訪問し、三里塚芝山連合空港反対同盟へメッセージを送って激励している。遺言では「灰を三里塚にまけ」といったとされ、日比谷公会堂で行われた追悼集会で反対同盟の北原鉱治が別れの言葉を述べている[10]。
- 1972年に発生したあさま山荘事件について、志水速雄との対談において羽仁は「権力を持っているものが人民を隅に追い込んでいった結果であり、そこに発生したことがらの全責任は権力を握っている側にあるんですよ」、「正義は虐げられている側、抑圧されている側、つねに少数の側にある」と連合赤軍を擁護した。志水が「知識人が学生を甘やかしたからあんなことになったのではないか」と追及すると「言論の責任を取ることになってくれば、言論の自由なんていうものは保証できないんですよ」と主張した[11]。

## 家族・親族

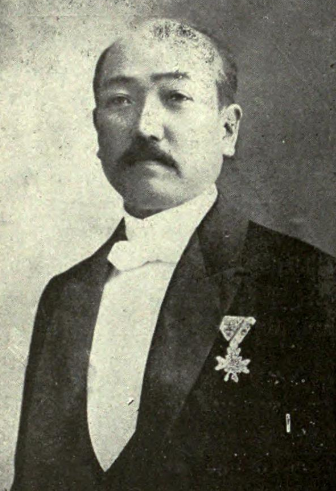
父親の森宗作

- 父：森宗作（第2代森宗作）は、第四十銀行の創立者で初代頭取、舘林貯蓄銀行頭取などを務めた。初代森宗作の養子で、第2代森宗作を名乗ったが、大正14年の隠居後は森宗久を名乗った。
- 兄：森晋一郎は森家を継いで3代森宗作を襲名。桐生商工会議所初代会頭
- 甥：森喜作（兄・森晋一郎の次男）は世界で初めてシイタケの人工栽培法を発明した農学者。
- 兄（三番目の兄）：森平三郎は山形大学学長を務めた。
- 息子：羽仁進は映画監督。その元妻は女優の左幸子。
- 孫：羽仁未央はエッセイスト、メディアプロデューサー。羽仁進と左幸子の娘。
- 娘：羽仁協子は音楽教育家。

## 著作

### 単著
- 『転形期の歴史学』鉄塔書院、1929年9月。
- 『佐藤信淵に関する基礎的研究』岩波書店、1929年11月。ISBN 978-4000008709。
- 『歴史学批判叙説』鉄塔書院、1932年5月。
  - 『歴史学批判叙説』（改訂版）鉄塔書院、1932年6月。
  - 『歴史学批判叙説』中央公論社、1946年9月。
- 『幕末に於ける社会経済状態階級関係及び階級闘争』 前篇、岩波書店〈日本資本主義発達史講座 第1部 明治維新史〉、1932年8月。
- 『幕末に於ける社会経済状態階級関係及び階級闘争』 後篇、岩波書店〈日本資本主義発達史講座 第1部 明治維新史〉、1932年11月。
  - 『幕末に於ける社会経済状態階級関係及び階級闘争』 前篇（復刻版）、岩波書店〈日本資本主義発達史講座 第1部 明治維新史〉、1982年5月。
  - 『幕末に於ける社会経済状態階級関係及び階級闘争』 後篇（復刻版）、岩波書店〈日本資本主義発達史講座 第1部 明治維新史〉、1982年5月。
- 『幕末に於ける政治的支配形態』岩波書店〈日本資本主義発達史講座 第1部 明治維新史〉、1932年11月。
  - 『幕末に於ける政治的支配形態』（復刻版）岩波書店〈日本資本主義発達史講座 第1部 明治維新史〉、1982年5月。
- 『幕末に於ける政治闘争』岩波書店〈日本資本主義発達史講座 第1部 明治維新史〉、1933年8月。
  - 『幕末に於ける政治闘争』（復刻版）岩波書店〈日本資本主義発達史講座 第1部 明治維新史〉、1982年5月。
- 『幕末に於ける思想的動向』岩波書店〈日本資本主義発達史講座 第1部 明治維新史〉、1933年9月。
  - 『幕末に於ける思想的動向』（改訂版）岩波書店〈日本資本主義発達史講座 第1部 明治維新史〉、1933年9月。
  - 『幕末に於ける思想的動向』（復刻版）岩波書店〈日本資本主義発達史講座 第1部 明治維新史〉、1982年5月。
- 『近世』岩波書店、1933年9月。
- 『マキャヴェリ君主論 その歴史的背景』岩波書店〈大思想文庫 8〉、1936年12月。
  - 『マキャヴェリ君主論 その歴史的背景』（復刻版）岩波書店〈大思想文庫 8〉、1985年10月。
- 『新井白石・福沢諭吉 断片 日本に於ける教育の世界的進歩に対する先駆者の寄与』岩波書店〈大教育家文庫 7〉、1937年6月。
  - 『新井白石・福沢諭吉 断片 日本に於ける教育の世界的進歩に対する先駆者の寄与』岩波書店〈大教育家文庫 7〉、1984年9月。
- 『ミケルアンヂェロ』岩波書店〈岩波新書〉、1939年3月。
  - 『ミケルアンヂェロ』（改版）岩波書店〈岩波新書〉、1968年4月。ISBN 978-4004000099。
- 『クロォチェ』河出書房、1939年12月。
- 『明治維新 現代日本の起源』岩波書店〈岩波新書〉、1946年6月。
  - 『明治維新 現代日本の起源』（改版）岩波書店〈岩波新書〉、1956年6月。
  - 『明治維新 現代日本の起源』（特装版）岩波書店〈岩波新書〉、1984年1月。
- 『転形期の歴史学』中央公論社、1946年8月。
- 『歴史教育批判 児童の歴史観とその表現』岩波書店、1946年8月。
- 『クロォチェ・市民的哲学者』河出書房、1946年12月。
  - 『クロォチェ 市民的哲学者』河出書房〈市民文庫 2029〉、1953年5月。
- 『歴史』岩波書店〈新しき歩みのために 3〉、1947年8月。
- 『ヂォコンダの微笑』三一書房、1947年9月。
- 『青年にうつたう』日本民主主義文化連盟〈文連文庫〉、1947年12月。
- 『ヒウマニズムと文化革命』世界評論社〈新世代叢書 第1〉、1948年1月。
- 『生と死とについて』新潮社、1948年4月。
- 『東洋に於ける資本主義の形成』三一書房、1948年9月。
  - 『東洋に於ける資本主義の形成』（再版）三一書房、1950年3月。
- 『続青年にうったえる』日本民主主義文化連盟〈文連文庫〉、1948年12月。
- 『基本的人権は制限しうるか 羽仁五郎公務員法反対討論集』日本自治団体労働組合総連合宣伝出版部〈自治労連パンフレツト 第3集〉、1948年12月。
- 『氏族社会』三一書房〈新日本歴史双書 古代1〉、1948年12月。
- 『日本における近代思想の前提』岩波書店、1949年1月。ISBN 978-4000016483。
- 『都市』岩波書店〈岩波新書〉、1949年6月。
  - 『都市』（特装版）岩波書店〈岩波新書〉、1984年1月。
- 『国民に訴う 国会からの報告』潮流社、1949年6月。
- 『理性の抵抗』角川書店、1949年10月。
- 『つねに若く美しく』河出書房、1950年5月。
- 『日本人民の歴史』岩波書店〈岩波新書〉、1950年5月。
- 『百万人の世界史』北隆館、1950年5月。
- 『国民は知る権利がある』北隆館、1950年5月。
- 『イタリア社会史』岩波書店、1952年5月。
- 『破防法といかに闘うか』三笠書房〈三笠新書 6〉、1952年10月。
  - 『悪法と国民の抵抗 破防法といかに闘うか』評論社〈「人間の権利」叢書 5〉、1970年10月。
- 『東と西と』岩波書店、1954年1月。
- 『国会 占領下、政治家は何をしているのか』光文社〈カッパ・ブックス〉、1956年4月。
- 『死刑廃止と人命尊重 参議院法務委員会の公聴会から』駿台社、1956年7月。
- 『この十年 知られざる歴史は語る』駿台社、1956年7月。
- 『明治維新史研究』岩波書店、1956年9月。
- 『私の大学 学問のすすめ』講談社〈講談社現代新書 79〉、1966年6月。
- 『都市の論理ー歴史的条件 現代の闘争』勁草書房、1968年12月。
- 日本評論社編集部 編『現代とはなにか』日本評論社、1969年5月。
- 『理性の抵抗』角川書店〈角川選書 22〉、1969年7月。
- 『人間復権の論理』三一書房〈三一新書 696〉、1970年5月。
- 『ヨオロッパの大学を行く』三省堂〈三省堂新書 88〉、1970年11月。
- 『自由としての人間』大和書房〈わが人生観 20〉、1970年12月。
- 『日本軍国主義の復活』現代評論社、1971年9月。
- 『抵抗の哲学 クロォチェ』現代評論社、1972年6月。
- 『芸術とはなにか 羽仁五郎講演』創造美育協会東京支部、1972年7月。
- 『アウシュヴィッツの時代』潮出版社、1973年1月。
- 『黙示録の時代』潮出版社、1974年7月。
- 『自伝的戦後史』講談社、1976年9月。
  - 『自伝的戦後史』講談社〈講談社文庫〉、1978年10月。
  - 『自伝的戦後史』（新装版）スペース伽耶、2006年5月。ISBN 978-4434077494。
- 『自己発想の方法 自分の頭を持っているか』青春出版社、1978年3月。
- 『社会主義をどう考えるか』技術と人間、1979年1月。
- 『主権ハ人民ニアリ』潮出版社、1979年4月。
- 『羽仁五郎の大予言 いかにして21世紀に生き残るか』話の特集、1979年5月。
- 『教育の論理 文部省廃止論』ダイヤモンド社、1979年10月。
- 『明治維新史研究』岩波書店〈岩波文庫〉、1979年12月。ISBN 978-4003314319。
- 『図書館の論理 羽仁五郎の発言』日外アソシエーツ、1981年6月。
- 『教育の論理 文部省廃止論』講談社〈講談社文庫〉、1981年11月。
- 『君の心が戦争を起こす 反戦と平和の論理』光文社〈カッパ・ブックス〉、1982年12月。
- 『都市の論理』講談社〈講談社文庫〉、1982年12月。
  - 『都市の論理 歴史的条件 現代の闘争』（新装版）勁草書房、1983年7月。
- 『青春の証言 今、これだけは言っておきたい』幸洋出版、1983年3月。
- 『日本人民の歴史』（特装版）岩波書店〈岩波新書〉、1984年1月。
- 『羽仁五郎歴史論抄』筑摩書房〈筑摩叢書 302〉、1986年10月。ISBN 978-4480013026。
- 『羽仁五郎 私の大学』日本図書センター〈人間の記録 138〉、2001年2月。ISBN 978-4820559672。

### 共編著
- 羽仁五郎、伊豆公夫『明治維新に於ける制度上の変革』岩波書店〈日本資本主義発達史講座 第1部 明治維新史〉、1932年8月。
  - 羽仁五郎、伊豆公夫『明治維新に於ける制度上の変革』（復刻版）岩波書店〈日本資本主義発達史講座 第1部 明治維新史〉、1982年5月。
- 野坂参三、羽仁五郎、風早八十二『野呂栄太郎と民主革命 一九三四年二月十九日を記念して』岩波書店、1946年9月。
- 羽仁五郎、石田郁夫『大学自治とは 差別と闘う文化を』広島大学消費生活協同組合、1980年8月。
- 羽仁五郎、羽仁進『父が息子に語る歴史講談』文藝春秋、1983年2月。ISBN 978-4163378305。

### 対談
- 『羽仁五郎対談集』潮出版社、1973年8月。
- 羽仁五郎、井上清『歴史に何を学ぶか 羽仁五郎・井上清現代史対談』現代評論社、1973年12月。
- 羽仁五郎、竹中労『アジア燃ゆ 反日感情のゆくえ 羽仁五郎・竹中労対談』現代評論社〈現代選書〉、1974年9月。
- 羽仁五郎、野坂昭如『乱世に語る 事前対談』現代評論社、1975年5月。
- 『無国籍の論理 羽仁五郎対談集』読売新聞社、1975年6月。
- 『生きてるって言ってみろ 羽仁五郎対談集』現代評論社、1976年12月。

### 翻訳
- ベネデト・クロォチェ 著、羽仁五郎 訳『歴史叙述の理論及び歴史』岩波書店、1926年10月。
- クルウゼンシュテルン 著、羽仁五郎 訳『クルウゼンシュテルン日本紀行』駿南社〈異国叢書〉、1931年。
  - クルウゼンシュテルン『クルウゼンシュテルン日本紀行』（改訂復刻版）雄松堂書店〈異国叢書〉、1966年9月。
- ベネデト・クロォチェ 著、羽仁五郎 訳『歴史の理論と歴史』岩波書店〈岩波文庫〉、1952年2月。ISBN 978-4003341810。

### 校訂
- 新井白石『折たく柴の記』羽仁五郎校訂、岩波書店、1939年7月。
  - 『折たく柴の記』羽仁五郎校訂（改版）、岩波書店〈岩波文庫〉、1949年3月。

### 著作集

#### 羽仁五郎選集
- 『歴史の方法』岩崎書店〈羽仁五郎選集 第1巻〉、1949年12月。
- 『歴史』岩崎書店〈羽仁五郎選集 第2巻〉、1950年3月。

#### 羽仁五郎歴史論著作集
- 『歴史理論 歴史教育 a』青木書店〈羽仁五郎歴史論著作集 第1巻〉、1967年6月。
- 『歴史理論 歴史教育 b』青木書店〈羽仁五郎歴史論著作集 第2巻〉、1967年9月。
- 『日本史・明治維新』青木書店〈羽仁五郎歴史論著作集 第3巻〉、1967年7月。
- 『現代史・文明批評』青木書店〈羽仁五郎歴史論著作集 第4巻〉、1967年10月。

#### 羽仁五郎戦後著作集
- 『歴史論』現代史出版会〈羽仁五郎戦後著作集 1〉、1982年1月。ISBN 978-4198124090。
- 『政治論』現代史出版会〈羽仁五郎戦後著作集 2〉、1982年3月。ISBN 978-4198124458。
- 『文化論』現代史出版会〈羽仁五郎戦後著作集 3〉、1981年11月。ISBN 978-4191723702。

- 『歴史論』（復刻版）学術出版会〈学術著作集ライブラリー 第1巻〉、2009年10月。ISBN 978-4284101905。
- 『政治論』（復刻版）学術出版会〈学術著作集ライブラリー 第2巻〉、2009年10月。ISBN 978-4284101912。
- 『文化論』（復刻版）学術出版会〈学術著作集ライブラリー 第3巻〉、2009年10月。ISBN 978-4284101929。

### 映画
- 純（1980年、出演・警察署長役）